# Microgaster fusca
Microgaster fusca är en stekelart som beskrevs av Papp 1959. Microgaster fusca ingår i släktet Microgaster och familjen bracksteklar. Inga underarter finns listade i Catalogue of Life.